# نارایانا مورتی
نارایانا مورتی (به انگلیسی: N. R. Narayana Murthy) CBE LH (زاده ۲۰ اوت ۱۹۴۶) بازرگان میلیاردر هندی است. او بنیانگذار شرکت اینفوسیس است، و قبل از بازنشستگی و دریافت عنوان بنیانگذار، پرزیدنت، مدیر اجرایی (مدیرعامل)، رئیس، و مربی ارشد شرکت بوده‌است. تا اکتبر ۲۰۲۲، دارایی خالص او ۴٫۵ میلیارد دلار تخمین زده شد که او را در سال ۲۰۲۲ به عنوان ۶۵۴ ثروتمندترین فرد جهان بر اساس فوربس تبدیل کرد.
مورتی در شیدلاغاتا، کرناتکه به دنیا آمد و بزرگ شد. او از مؤسسه ملی مهندسی دانشگاه میسور با مدرک لیسانس در مهندسی برق و مدرک کارشناسی ارشد از مؤسسه فناوری هند کانپور فارغ‌التحصیل شد.
پیش از راه‌اندازی اینفوسیس، مورتی در مؤسسه هندی مدیریت، احمدآباد به عنوان برنامه‌نویس ارشد سیستم و سیستم کامپیوتری پتنی «Patni Computer Systems» در پونا، ماهاراشترا کار می‌کرد. اینفوسیس را او در سال ۱۹۸۱ راه‌اندازی کرد و از سال ۱۹۸۱ تا ۲۰۰۲ مدیرعامل و همچنین از سال ۲۰۰۲ تا ۲۰۱۱ رئیس هیئت مدیره آن بود. در سال ۲۰۱۱ از هیئت مدیره کنار رفت و به عنوان رئیس بازنشسته انتخاب شد. در ژوئن ۲۰۱۳، مورتی به مدت پنج سال به عنوان رئیس اجرایی منصوب شد.
مورتی در فهرست ۱۲ کارآفرین بزرگ زمان ما توسط مجله فرچون قرار گرفته‌است.